# Джей Ти Джи
Джейсън Антъни Пол (роден на 10 декември 1984) е американски професионален кечист, по-известен като Джей Ти Джи той е подписал договор с WWE и е в Първична сила.
- Интро песни
  - Bringin' Da Hood 2 U By Jim Johnston (WWE) (16 октомври 2006-момента)

### Завършващи Движения
- Крясъка (Da Shout Out)
- Бокс Кътър (Box Cutter)
- Изстрела (Mug Shot)
- Падащ Лист (Dropkick)

#### Титли и отличия
- Ohio Valley Wrestling
  - OVW Southern Tag Team Championship (2 пъти) – с Шад Гаспард

- Про Kеч (Pro Wrestling Illustrated)
  - PWI го класира #84 от 500-те най-добри кечисти в PWI 500 през 2010 г.